# Diocèse de San Miguel
Ne doit pas être confondu avec Diocèse de San Miguel en Argentine.
Le diocèse de San Miguel (en latin : Dioecesis Sancti Michaelis ; en espagnol : Diócesis de San Miguel) est un diocèse de l'Église catholique du Salvador, suffragant de l'archidiocèse de San Salvador.

## Territoire
Il est situé sur les départements de La Unión, Morazán et une grande partie du département de San Miguel, dont le reste est géré par le diocèse de Santiago de María. Son territoire a une superficie de 4 798 km2 divisé en 50 paroisses.
L'évêché est dans la ville de San Miguel où se trouve la cathédrale Notre-Dame Reine de la Paix.

## Histoire
Le diocèse est érigé le 11 février 1913 par un décret de la congrégation pour les évêques en prenant sur le territoire du diocèse de San Salvador, qui est élevé le même jour au rang d'archidiocèse métropolitain dont San Miguel devient suffragant.
Par la lettre apostolique Peculiari sane du 30 août 1954, le pape Pie XII décrète que saint Pie X, est le principal patron du diocèse.
Le 2 décembre 1954, il cède une partie de son territoire pour l'établissement du diocèse de Santiago de María.

## Évêques
- Juan Antonio Dueñas y Argumedo (1913-1941)
- Miguel Ángel Machado y Escobar (1942-1968)
- Lorenzo Michele Joseph Graziano, O.F.M (1968-1969)
- José Eduardo Álvarez Ramírez, C.M (1969-1997)
- Romeo Tovar Astorga, O.F.M (1997-1999) nommé évêque de Santa Ana
- Miguel Ángel Morán Aquino (2000-2016) nommé évêque de Santa Ana
- Fabio Reynaldo Colindres Abarca (2017- )